# 方燮生
方燮生（1919年4月—2008年6月14日），笔名方不圆，浙江金华孝顺镇人，是一位中国数学家。

## 生平
国立中央大学政治系毕业，1944年任军委会外事局译员，同年被征调至中美合作所任美海军上校米立肯之翻译官，1946年任伪司法行政部任科员，1948年任浙江金华高等法院分院书记官直至中华民国政府撤离，中华人民共和国成立后应聘至东北机械局，1955年被清洗之后任教于上海长江补习学校，1958年参加上海黄浦区民主党派整风学习期间被划定为右派分子并以反革命罪判刑七年，1965年刑满后任安徽枞阳新建农场建新中学语文教师，1979年平反回沪并于黄浦区统战部退休。
方燮生先生毕生酷爱智力玩具，1956年发明的《伤脑筋的十二块》为其代表作。2002年应邀参加“加德纳数学双年会”，宣读其“寇克曼十五女生问题”的拼盘解法论文，开创以趣味数学方法求解世界难题之先河。2008年6月14日去世。